# دانبرووا خوتومووسکا
دانبرووا خوتومووسکا (به لهستانی:  Dąbrowa Chotomowska) یک روستا در لهستان است که در گمینا یابووننا (استان ماسوویان) واقع شده‌است. دانبرووا خوتومووسکا ۶۲۳ نفر جمعیت دارد.